# Pero certissima
Pero certissima är en fjärilsart som beskrevs av Walker 1858. Pero certissima ingår i släktet Pero och familjen mätare. Inga underarter finns listade i Catalogue of Life.